# فرودگاه برزیل کلی کاونتی
فرودگاه برزیل کلی کاونتی (به انگلیسی: Brazil Clay County Airport) یک فرودگاه همگانی بهره‌برداری هوایی است که یک باند فرود آسفالت دارد و طول باند آن ۸۹۶ متر است. این فرودگاه در شهر برزیل، ایندیانا کشور ایالات متحده آمریکا قرار دارد و در ارتفاع ۱۹۷ متری از سطح دریا واقع شده‌است.